# Biztonsági adatlap
A biztonsági adatlap (más néven biztonságtechnikai adatlap, (material) safety data sheet – (M)SDS) információt szolgáltat a felhasználók számára a vegyszerek, veszélyes anyagok fizikai, kémiai és élettani hatásairól, valamint a vegyi anyagok biztonsági felhasználásáról, a tárolásáról és a maradék biztonságos felhasználásáról. A biztonsági adatlapok tartalmi követelményeit a REACH szabályozza. A globális harmonizációs rendszer (Globally Harmonised System - GHS) 16 pontban határozza meg a biztonsági adatlap formai követelményeit. 
A biztonsági adatlapoknak tartalmaznia kell az alábbi információkat a vegyszerekre/veszélyes anyagokra vonatkozóan:
- Általános adatok (megnevezés, képlet)
- Kockázati azonosítás
- Összetétel
- Veszélyesség szerinti besorolás (R mondatok és S mondatok) - a CLP rendszer esetében H mondatok és P mondatok
- Elsősegélynyújtás
- Tűzveszélyesség
- Óvintézkedés baleset esetén
- Az egészséget nem veszélyeztető munkavégzés feltételei
- Fizikai és kémiai tulajdonságok
- Stabilitás és reakcióképesség
- Toxikológiai adatok
- Ökotoxicitás
- Hulladékkezelés és ártalmatlanítás
- Szállításra vonatkozó előírások
- Szabályozási előírások
- Egyéb

A REACH a korábbiakkal ellentétben a veszélyes, a perzisztens, bioakkumulativ és toxikus (PBT), vagy nagyon perzisztens, nagyon bioakkumulatív (vPvB) anyagokra is biztonsági adatlapot rendel el. Biztonsági adatlapot már abban az esetben is szükséges a vásárló számára juttatni, ha a keverékben több mint 0,1% fordul elő a korábban említett tulajdonságú anyagokból.

## Külső hivatkozások
- REACH
- GHS
- EU-s szabványoknak megfelelő biztonsági adatlap vázlata
- A biztonsági adatlapok tartalmi követelményeiről részletesen a 29. oldalon